# Theristus paravelox
Theristus paravelox är en rundmaskart. Theristus paravelox ingår i släktet Theristus, och familjen Monhysteridae. Arten är reproducerande i Sverige.